# Оперный зал Народного дома
Оперный зал Народного дома — памятник архитектуры. Расположен в Петроградском районе Санкт-Петербурга, современный адрес дома — Александровский парк, 4.
Идея постройки появилась в 1909 году. Изначально предполагалось построить зал для народных чтений и прочих просветительских целей на 6000 человек. Первоначальный проект был создан весной 1910 года Г. И. Люцедарским, но в ходе реализации идея несколько раз менялась, так как решено было делать более универсальный зал. Корпус, при постройке известный как «Оперный зал», «Новый театр» или «Народная аудитория», был пристроен к Народному дому на Кронверкском проспекте и открыт 4 января 1912 года. При переносе опер в новый зал ранее существовавший в Народном доме театральный зал был выделен под драматический театр. Уже 7 января на сцене случился пожар, вероятно, из-за обилия пиротехники, использовавшейся при постановке пьесы «Севастополь»; следующее открытие состоялось только 6 декабря 1912 года.
Объём Оперного зала соединён с основным строением двухэтажным корпусом с фонарём в крыше, на его фасадах продолжено горизонтальное членение основного здания, вид входной лоджии перекликается с видом входной лоджии Народного дома, но симметрия комплекса при постройке Оперного зала была нарушена и композиционного единства у этих строений нет.
Здание перекрыто куполом пролётом 33 метра (крупнейшим в строительной практике того времени). У здания простые линии, лаконичное оформление. Сквозь ярусы проходят железобетонные восьмигранные колонны, над капителями их объединят пологие арки и широкая вертикальная железобетонная решётка, прерывающаяся над капителями колонн барельефными лирами.
Перекрытия ярусов зала на 3000 мест (2767) — железобетонные с металлическим ограждением из вертикальных и горизонтальных членений, они опоясывают зал. Для зрителей был выделен партер, амфитеатр, ложи перед ним и три яруса (билеты в последнем ярусе изначально были бесплатными). Над сценой была сделана сеть труб, из которой её можно было заливать «дождём». Зал при постройке был круглым в плане, сцену можно было превращать в арену цирка. Акустика зала была несовершенной, театральный критик Н. В. Дризен упоминал, что было слышно эхо сказанного на сцене. При переделке после пожара у пола партера был сделан уклон к сцене, ранее существовавшие широкие проёмы в фойе заменили на двери.
Занавес театра был написан И. Я. Билибиным «в глубоком русском стиле со старомосковским пейзажем посередине и красиво орнаментованными бортами».
В 1930-х годах Оперный дом перестроили (О. Л. Лялин и Я. О. Свирский): подшили потолок, расписали плафон гирляндами и театральными масками, оформили колонны каннелюрами и коринфскими капителями, ограждения ярусов сделали закрытыми барьерами, устроили ложи по сторонам портала.
Восстановлением после Великой Отечественной войны занимались К. И. Иогансон (или К. Л. Иогансен и Е. М. Соколов) и А. В. Трескин, после восстановления в конце 1950-х в здании открылся кинотеатр. С 1 января 1978 года кинотеатр закрыли и стали переделывать под Мюзик-холл, который открылся в мае 1988 года.